# C6 Bank
C6 Bank es un neobanco brasileño que ofrece una cuenta corriente y una cuenta de pago. Al igual que las instituciones de pago digital, como Nubank o el Banco Inter, la institución financiera no tiene sucursales físicas y ofrece un servicio completamente en línea. Los usuarios descargan la aplicación para Android o iPhone (iOS), se registran mediante chat virtual y solicitan una tarjeta de débito o múltiples con débito y crédito para recibirlo en casa.

## Historia
El banco fue fundado por exsocios de BTG Pactual en 2018. En 2019, C6 Bank obtuvo su licencia de operación otorgada por el Banco Central de Brasil, y así comenzó sus operaciones en el mismo año. Al principio, sus operaciones comenzaron en beta, en el que solo unos pocos usuarios podían registrarse para el servicio (a través de invitaciones), sin embargo, actualmente cualquier persona puede descargar la aplicación y abrir una cuenta.
La sede de la institución se encuentra en São Paulo, pero el banco también tiene una oficina en Nueva York. Allí, desarrolla un sistema para la detección de préstamos y fraudes en asociación con el Instituto de Tecnología de Massachusetts (MIT).
Actualmente, C6 Bank ofrece servicios como cuenta corriente, tarjeta de crédito, inversiones, C6 Taggy, para uso en peajes y préstamos. Algunos de los servicios solo están disponibles previa consulta.

## Servicios

### Tarjeta de crédito
Una de las principales ventajas de la tarjeta de crédito que ofrece C6 Bank es que el usuario puede elegir el color y el nombre que se insertarán en la tarjeta. La aplicación hace todo a través de un chat automático y el cliente recibe la tarjeta en casa, simplemente desbloquéela en la aplicación para usarla.

### Carbono C6
Tarjeta de crédito Mastercard Black banner para clientes de altos ingresos. La tarjeta le da derecho a todos los beneficios del banner Mastercard Black, incluido el acceso ilimitado a la sala VIP Matercard Black GRU y, además, 4 accesos gratuitos compartidos por año en las aproximadamente 1000 habitaciones de Mastercard Airport Experience (proporcionadas por Loungekey). Tarjeta de crédito única con anualidad bancaria, que cuesta R$ 85 mensuales o 3000 puntos del programa Atoms.

### Átomos
Programa de puntos ofrecido por C6 Bank, que inicialmente solo estaba disponible para clientes de la modalidad vip de C6 Bank, Mastercard Black, llamado por el banco de Carbon, pero hoy todos los clientes del banco pueden disfrutarlo, incluidos aquellos que solo lo usan la tarjeta en la función de débito.

### C6 Global
Tarjeta de débito con función exclusiva para usar en dólares. Después de pagar US$ 30.00, el cliente puede intercambiar directamente a través de la aplicación, pasando de la cuenta corriente de reales a dólares.